# مایکل بی. جردن
مایکل بی. جردن (انگلیسی: Michael B. Jordan؛ زاده ۹ فوریه ۱۹۸۷) بازیگر، تهیه‌کننده و کارگردان آمریکایی است. او بیشتر به خاطر بازی در نقش قربانی تیراندازی اسکار گرانت در درام ایستگاه فروتویل (۲۰۱۳)، بوکسور آدونیس کرید در کرید (۲۰۱۵) و اریک کیلمونگر در پلنگ سیاه (۲۰۱۸) شهرت دارد.

## اوایل زندگی
مایکل باکاری جردن در ۹ فوریه ۱۹۸۷ در سانتا آنا، کالیفرنیا زاده شد. خانواده جردن به مدت ۲ سال در سانتا آنا، کالیفرنیا زندگی کردند و سپس به نیوآرک، نیوجرسی، جایی که جردن بزرگ شد نقل مکان کردند. او در دبیرستان هنرهای نیوآرک، جایی که مادرش کار می‌کرد و در آنجا نیز در کنار تحصیل بسکتبال بازی می‌کرد. جردن در طول مدتی که در هنرهای نیوآرک بود، توسط دانشجویان دیگر به دلیل تمایلش به بازیگری و مدل شدن مورد تمسخر قرار می‌گرفت

## گزیده فیلم‌شناسی

### فیلم
| نام                          | سمت                          | کارگردان           | سال  |
| ---------------------------- | ---------------------------- | ------------------ | ---- |
| هاردبال                      | بازیگر                       | برایان رابینز      | ۲۰۰۱ |
| تاریخچه                      | بازیگر                       | جاش ترانک          | ۲۰۱۲ |
| دم‌قرمزها                     | بازیگر                       | جرج لوکاس          | ۲۰۱۲ |
| هتل نوآر                     | بازیگر                       | سباستین گوتیه‌رس    | ۲۰۱۲ |
| ایستگاه فروتویل              | بازیگر                       | رایان کوگلر        | ۲۰۱۳ |
| لیگ عدالت: پارادوکس فلش‌پوینت | بازیگر                       | جی اولیوا          | ۲۰۱۳ |
| آن لحظه مزخرف                | بازیگر                       | تام گورمیکان       | ۲۰۱۴ |
| کرید                         | بازیگر                       | رایان کوگلر        | ۲۰۱۵ |
| چهار شگفت‌انگیز               | بازیگر                       | جاش ترانک          | ۲۰۱۵ |
| پلنگ سیاه                    | بازیگر و تهیه‌کننده اجرایی    | جاناتان و جاش بیکر | ۲۰۱۸ |
| کین                          | بازیگر                       | رایان کوگلر        | ۲۰۱۸ |
| فارنهایت ۴۵۱                 | بازیگر و تهیه‌کننده اجرایی    | رامین بحرانی       | ۲۰۱۸ |
| کرید ۲                       | بازیگر و تهیه‌کننده اجرایی    | استیون کیپل جونیور | ۲۰۱۸ |
| فقط رحمت                     | بازیگر و تهیه‌کننده           | دستین دنیل کرتون   | ۲۰۱۹ |
| بدون پشیمانی                 | بازیگر و تهیه‌کننده           | استفانو سولیما     | ۲۰۲۱ |
| دفترچه خاطراتی برای جردن     | بازیگر و تهیه‌کننده           | دنزل واشینگتن      | ۲۰۲۱ |
| پلنگ سیاه: واکاندا تا ابد    | بازیگر                       | رایان کوگلر        | ۲۰۲۱ |
| هرج‌ومرج فضایی: میراث جدید    | بازیگر                       | مالکوم دی. لی      | ۲۰۲۱ |
| کرید ۳                       | بازیگر، تهیه‌کننده و کارگردان | مایکل بی. جردن     | ۲۰۲۳ |
| گناهکاران                    | بازیگر                       | رایان کوگلر        | ۲۰۲۵ |
| حادثه توماس کراون            | بازیگر، تهیه‌کننده و کارگردان | مایکل بی. جردن     | ۲۰۲۷ |

### سریال
| نام               | سمت    | خالق         | سال  |
| ----------------- | ------ | ------------ | ---- |
| به من دروغ بگو    | بازیگر | ساموئل بام   | ۲۰۱۰ |
| دکتر هاوس         | بازیگر | دیوید شور    | ۲۰۱۲ |
| عشق، مرگ و ربات‌ها | بازیگر | تیم میلر     | ۲۰۲۱ |
| چه می‌شود اگر… ؟   | بازیگر | ای.سی. بردلی | ۲۰۲۱ |